# Ferganacris mushketovi
Ferganacris mushketovi är en insektsart som beskrevs av Sergeev och Bugrov 1988. Ferganacris mushketovi ingår i släktet Ferganacris och familjen gräshoppor. Inga underarter finns listade i Catalogue of Life.